# Newel K. Whitney
Newel Kimball Whitney (Marlborough, Vermont, 5 de febrero de 1795 — 24 de septiembre de 1850) conocido comúnmente como Newel K. Whitney, con su nombre de pila a veces mal deletreado como Newell, fue un destacado líder de La Iglesia de Jesucristo de los Santos de los Últimos Días y un hombre de negocios estadounidense. Se desempeñó como Obispo de Kirtland, Ohio, Far West, Misuri, y Nauvoo, Illinois. También se desempeñó como el segundo Obispo Presidente de la Iglesia desde 1847 hasta su muerte. Murió en 1850 de pleuritis. 
Whitney era el propietario de un almacén en su casa en Kirtland convertido en el primer Almacén del Obispo mormón. El edificio también fue utilizado por la Iglesia y por el presidente fundador Joseph Smith, Jr como hogar y oficina. Smith recibió aproximadamente 20 revelaciones en la construcción de la tienda y se utiliza una de sus salas como lugar de reunión de la Escuela de los Profetas.

## Personal
Newel K. Whitney, fue el segundo de nueve hijos de Samuel Whitney (1772 — 1846) y Susanna Kimball (1769 — 1792). Es probable que haya tenido parte en la batalla naval de Champlain, el 11 de septiembre de 1814. Desde los 19 años hasta 1819 se dedicó al intercambio de pieles con los indios del lago Míchigan y de Milwaukee para luego venderlos en Nueva York. En 1821 abre la primera bodega de Kirtland, lugar donde conoce y corteja a Elizabeth Ann Smith con quien luego se casa, el 20 de octubre de 1822. En 1825 emplea a Orson Hyde para trabajar en su tienda mientras finiquita otros negocios que le da éxito financiero a su familia, valorados entre $20 - $30 mil.
Newel K Whitney y su esposa Elizabeth fueron los padres de once hijos: Horace K., Sarah Ann, Franklin K., Mary Elizabeth, Orson K., John K., Joshua K., Ann María, Don Carlos, Mary Jane, y Newel Melchizedek.

## Religión
Newel K. Whitney y su esposa se unieron a un grupo de reformistas de origen bautista entre 1827 y 1828 junto con Orson Hyde y el pastor de la iglesia el reverendo Sidney Rigdon. En noviembre de 1830, pocos meses después de la organización legal de La Iglesia de Jesucristo de los Santos de los Últimos Días—denominada en ese entonces, la Iglesia de Cristo—los Whitney se bautizaron en la nueva fe, y para febrero del siguiente año, José Smith y su esposa Emma se mudaron a vivir con los Whitney.
En agosto de 1831 contribuye financieramente a la nueva iglesia, así como con ciertas asignaciones nombrándolo «agente de los discípulos» en Kirtland. En diciembre de 1831 es llamado a ser obispo atendiendo los asuntos temporales de la iglesia, viajando con frecuencia con José Smith, Sidney Rigdon y otros apóstoles de la iglesia. Una de sus responsabilidades era la de preparar almacenamiento para los necesitados, sea entre los santos ya establecidos o los que inmigraban de otras regiones.
Whitney continuó sirviendo en la iglesia en Nauvoo y luego siguió al cuerpo principal de pioneros mormones con Brigham Young hacia el territorio de Utah, llegando a Salt Lake City el 8 de octubre de 1848.